# Chat Noir (café)
Pour les articles homonymes, voir Chat noir.
Chat Noir est une marque de café d'origine liégeoise.

## Historique
C'est en 1804 que Bernard van Zuylen ouvre un commerce de cafés et d'autres denrées tropicales. Les affaires marchant bien, en 1827, il s'installe dans une maison patricienne de Féronstrée datant de 1658. En 1920, la marque « Chat Noir » est créée et la société acquiert d'autres sociétés de torréfaction dont Clé d'Or.  La maison fut détruite par un bombardement en 1945 et la société Van Zuylen Frères s'installa provisoirement en Hors-Château jusqu'à l'acquisition en 1953 d'un terrain de l'Exposition de l'eau de 1939 à Liège, non loin de la brasserie Piedbœuf à Jupille où les affaires prirent une grande extension. Elle y produit aussi du café en grains, du café moulu. Elle fut la première société belge à produire du café soluble et, en 1961, à utiliser des emballages sous vide. En 1971, elle acquiert Hag Belgium. En 1979, à la suite de gelées au Brésil la société connait des difficultés financières, entre dans le giron de Jacobs dont le siège est à Zurich et subit une première restructuration. En 1985, les marques Chat Noir et Clé d'Or sont vendues et on produit à Liège d'autres marques du groupe (Jacques Vabre, Grand'Mère et Hag). 1990, Kraft Foods prend le contrôle de Jacobs-Suchard-Côte d'Or. En 2000, on parlera de Kraft Food Belgium.
On doit le logo de la marque au graphiste français Cassandre (1901-1968) et il existe aussi une affiche célèbre due à l'affichiste belge Julian Key (1930-1999).